# 월량대표아적심
《월량대표아적심》(月亮代表我的心, 달빛이 내 마음을 대신하죠)는 중국의 명노래로 손의(孫儀)작사, 웡칭시(翁清溪)작곡이다. 가장 먼저 이 곡을 녹음한 사람은 진분란(陳芬蘭)으로 1973년 5월에 발행한 《꿈나라》에 수록되어있다. 등려군은 1977년에 이 곡을 다시 리메이크했다. <월량대표아적심>은 전 세계의 화교들의 국민노래가되었고, 후에 등려군의 대표작이 되었다. 오늘날에 이르기까지 수많은 중국 및 외국 가수가 <월량대표아적심>을 리메이크했지만, 여전히 등려군의 버전이 가장 널리 알려져 있다. 《중국 골든 멜로디 상》은 2010년에 《30년 동안 중국의 영향력 있는 노래》로 <월량대표아적심>을 1위로 선정했다.